# Lybiidae
Lybiidae  è una famiglia di uccelli dell'ordine dei Piciformi.

## Tassonomia
Comprende 7 generi e 42 specie:
- Genere Gymnobucco
  - Gymnobucco bonapartei Hartlaub, 1854 - barbetto golagrigia
  - Gymnobucco sladeni Ogilvie-Grant, 1907 - barbetto di Sladen
  - Gymnobucco peli Hartlaub, 1857 - barbetto beccosetoloso
  - Gymnobucco calvus (Lafresnaye, 1841) - barbetto faccianuda
- Genere Stactolaema
  - Stactolaema leucotis (Sundevall, 1850) - barbetto dai sopraccigli
  - Stactolaema whytii (Shelley, 1893) - barbetto di Whyte
  - Stactolaema anchietae (Barboza du Bocage, 1869) - barbetto di Anchieta
  - Stactolaema olivacea (Shelley, 1880) - barbetto verde
- Genere Pogoniulus
  - Pogoniulus scolopaceus (Bonaparte, 1850) - barbettino marezzato
  - Pogoniulus simplex (G.A.Fischer & Reichenow, 1884) - barbettino verde
  - Pogoniulus leucomystax (Sharpe, 1892) - barbettino dai mustacchi
  - Pogoniulus coryphaea (Reichenow, 1892) - barbettino occidentale
  - Pogoniulus atroflavus (Sparrman, 1798) - barbettino culorosso
  - Pogoniulus subsulphureus (Fraser, 1843) - barbettino golagialla
  - Pogoniulus bilineatus (Sundevall, 1850) - barbettino groppagialla
  - Pogoniulus makawai Benson & Irwin, 1965 - barbettino pettobianco
  - Pogoniulus pusillus (Dumont, 1805) - barbettino fronterossa
  - Pogoniulus chrysoconus (Temminck, 1832) - barbettino frontegialla
- Genere Buccanodon
  - Buccanodon duchaillui (Cassin, 1855) - barbetto macchiegialle
- Genere Tricholaema
  - Tricholaema hirsuta (Swainson, 1821) - barbetto pettovilloso
  - Tricholaema diademata (Heuglin, 1861) - barbetto fronterossa
  - Tricholaema frontata (Cabanis, 1880) - barbetto del miombo
  - Tricholaema leucomelas (Boddaert, 1783) - barbetto bianconero
  - Tricholaema lacrymosa Cabanis, 1878 - barbetto fianchimacchiati
  - Tricholaema melanocephala (Cretzschmar, 1829) - barbetto golanera
- Genere Lybius
  - Lybius undatus (Rüppell, 1837) - barbetto fasciato
  - Lybius vieilloti (Leach, 1815) - barbetto di Vieillot
  - Lybius leucocephalus (de Filippi, 1853) - barbetto testabianca
  - Lybius chaplini S.Clarke, 1920 - barbetto di Chaplin
  - Lybius rubrifacies (Reichenow, 1892) - barbetto facciarossa
  - Lybius guifsobalito Hermann, 1783 - barbetto becconero
  - Lybius torquatus (Dumont, 1805) - barbetto dal collare
  - Lybius melanopterus (W.Peters, 1854) - barbetto bandabruna
  - Lybius minor (Cuvier, 1816) - barbetto dorsonero
  - Lybius bidentatus (Shaw, 1799) - barbetto dentato
  - Lybius dubius (J.F.Gmelin, 1788) - barbetto barbuto
  - Lybius rolleti (de Filippi, 1853) - barbetto pettonero
- Genere Trachyphonus
  - Trachyphonus purpuratus J.Verreaux & E.Verreaux, 1851 - barbetto beccogiallo
  - Trachyphonus vaillantii Ranzani, 1821 - barbetto crestato
  - Trachyphonus erythrocephalus Cabanis, 1878 - barbetto testarossa
  - Trachyphonus margaritatus (Cretzschmar, 1828) - barbetto pettogiallo
  - Trachyphonus darnaudii (Prévost & Des Murs, 1847) - barbetto di D'Arnaud